# Gospina papučica (biljna vrsta)
Gospina papučica (prosmic tičji, lat. Cypripedium calceolus L.) europska vrsta orhideja, red Asparagales. U Hrvatskoj (Bilogora, Žumberak, Gorski kotar i Lika) je zaštićena od 1972. Gospina papučica jedna je od najsporije rastućih biljaka na svijetu.

## Građa
Gospina papučica naraste 20–60 cm visine. Podanak joj je puzav i dug. Stabljika je okruglasta, uspravna i na vrhu dlakava. Njezina 2–4 lista, koja obavijaju stabljiku,
su širokoeliptični, šiljasti, 6–17 cm dugi i 3–7 cm široki. Na rubovima su malo dlakavi. Cvjetovi su pojedinačni, rijetko su po dva, a još rjeđe tri ili četiri. Srednji dio vanjskih listića ocvijeća je nagnut nad mednu usnu, a ostala dva listića su zaokrenuta unatrag. Medna usna je velika 3–4 cm duga i 2–3 cm široka, lijepe žute boje, poput mješinaste papuče. Po tome je biljka i dobila ime. Cvate od svibnja do polovice srpnja. Češće raste u sjenovitim šumama na vapnenačkom tlu.
Smatraju je najljepšom europskom orhidejom.

## Galerija
- Gospina papučica u Bavarskoj
- Litvanski primjerak Gospine papučice
- Cypripedium calceolus
- Gospina papučica u Švicarskim alpama, Amden
- Cypripedium calceolus
 var. flavum
- Cypripedium calceolus
 var. viridiflora
- Rohrwald, district Korneuburg, Austrija